# Maurice Martens
Maurice Martens (5 de junho de 1947) é um ex-futebolista belga.

## Carreira
Maurice Martens representou a Seleção Belga na Copa do Mundo de 1970 e na Euro de 1972. Ele foi vice-campeão europeu pela seleção de seu país na Eurocopa de 1980, sediada na Itália.